# 奥里米
奥里米，亦稱奥里迷、鄂罗木。辽金时期五國部的第四城。居民曾达万余户数万人口，由酋帅管理，历年向辽朝进贡良马、海东青、貂皮等。
遺址位於在黑龙江省鶴崗市绥滨县松花江北岸支流敖来河边。

## 名稱含義
清代《满洲源流考》根據音近法解釋的奥里米涵义為：“……鄂罗木、蒙古语，渡口也”。
但学者刘文生等人根據黄锡惠所著《满语地名研究》中给出的许多满语音变的公式，得出奧里米應為满语细鳞鱼oirma，此魚盛產于敖來河附近，故奥里米的涵义为盛产细鳞鱼的河。

## 遺址
奥里米古城系女真族在松花江下游所建立的五大城市中的重要城镇，是辽金时代北方少数民族政治、经济、文化活动的中心地域。
古城位於绥滨县敖来河畔，呈长方形，北城墙尚存较为完整，长912米，有雉堞（即马面）18个。东城墙北段保存交好，外面护城河与北城墙护城河相连，迄今河内有水。南段因修江，早年已破损一部分，但城墙依稀可辩，残留雉堞8个。东城墙东段342米，残存雉堞7个。西城墙南段与南城墙大部分被敖来河水吞噬。南城墙东段尚存残垣，长72米，城角均为呈圆弧形，以北、东南城测算全城周长3224米。古城坐北朝南，城内地表起伏，陶瓷残片遍布，俯首可拾。城墙均为夯土筑造。在此城西北部已被考古人员挖掘出金代墓群，出土了大量珍贵文物。